# 金鐘 (編輯)
金鐘（？—），本名冉茂華，湖南常德人，1980年移居香港，任香港政論雜誌《開放雜誌》和專門出版中國禁書的開放出版社總編輯。1986-88年與《明報》社長金庸筆戰有關金庸「對周、鄧的崇拜」以及金庸小說裡的「明君」思想。

## 家世
父親冉鵬（1906–1978）是中華民國經濟部官員，1931年參加第一屆國民政府高等文官考試獲第三名，並有《倉皇辭廟：副主計長冉鵬日記（1949-1950）》出版。金鐘的長兄叫冉茂芹，台灣著名畫家。外甥鄧亦農，亦是畫家。
妻子Stacy Mosher（漢名毛雪萍）是美國人，是楊繼繩《墓碑》（講述1958-1961年三年困難時期大飢荒）的英語翻譯者。密西根州立大学英語本科（1976-1980），特拉華大學英語碩士（1980-81）。

## 生平
早年曾任北京、昆明水利水電設計院技術員。中學數學教師。從事寫作。1980年移居香港，1981年任《七十年代》雜誌編輯，1985年任《爭鳴》月刊執行編輯，1987年任《開放雜誌》創刊總編輯，1994年任開放出版社總編輯，2000年任《開放網》主編。

### 開放雜誌主編
金鐘是《開放雜誌》聯合創辦人（另一人為哈公），並自1987年創刊起擔任主編。由於哈公在創刊半年後逝世，《開放雜誌》由他接手。
1990年代後，開放出版社發展書籍出版業務。多次被中共軟性統戰，被中央統戰部、僑會約吃飯。金鐘不去大陸，既是不為，也是不能。1996年，他與司徒華、李柱銘等人一同被列入中國禁止入境黑名單。他自言「禁書真正的讀者都在大陸。過去大陸客來港，很多都會帶兩三本回去，這是平常的事。」2015年末李波被失蹤（銅鑼灣書店股東及員工失蹤事件）後，2015年12月叫停原定出版的余杰新作《習近平的噩夢》。2016年2月，移民美國。
上海移民香港的作家胡志偉長期工作於《開放雜誌》，寫了專文鞭韃金鐘的新聞道德和處事不公。

### 主編書籍
金鐘匯整輯錄前人的研究成果，編成三本書：《紅朝宰相—— 周恩來人格解剖》（1998年初版，2012年再版），《遇羅克，中國人權先驅》（2012），《三十年備忘錄》（2017初版，2018年修訂版）。
另外，他身為開放出版社主編任內，出版社出版的著作包括：李志绥《反叛的御醫：毛澤東私人醫生李志綏和他未完成的回憶錄》（1997）、张戎夫妇的《毛泽东：鲜为人知的故事》（2005）。

## 與《明報》金庸筆戰

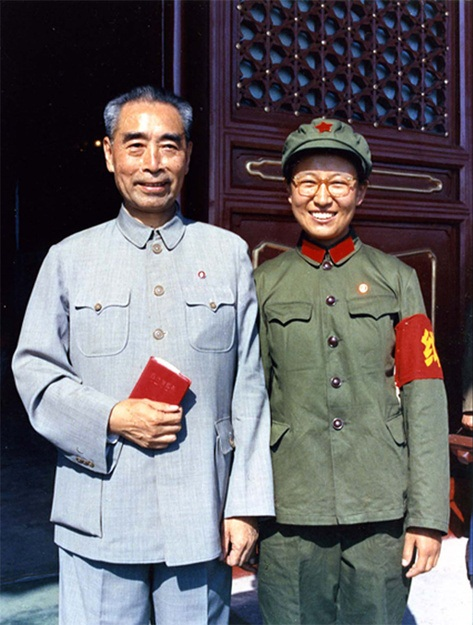
文革時周恩來與李訥（毛、江青女兒）

### 爭辯周恩來
1986年，金鐘與《明報》社長、武俠小說作家金庸筆戰。1986年金鐘發表《另一個周恩來》批判周恩來在文革時對毛澤東忠君，而「一個國家從一個災難走向另一個災難，它的總理卻是一個聖人，我認為這是一個神話」（註：見三年困難時期大飢荒和文革期間主要災難列表）；金庸在社評裡反駁「周對毛愚忠」的看法，稱讚周「顧全大局維繫政權」。

### 爭辯鄧小平、金庸與鄧小平的關係

1963年，鄧小平與周恩來

1981年7月18日，金庸被鄧小平在人民大會堂接見後，金庸創辦的《明報》被指從此對中共軟化。1988年，金庸對中國1997年收回香港之後的選舉制度提出雙查方案，屢被批評太貼近中央意思，金鐘在《解放雜誌》1988年專文揭露金庸與鄧小平等党和国家领导人接觸的歷史，其中寫道：
查良鏞（金庸的本名）常被人推崇為學貫中西，但實際上他是非常傳統的中國知識份子，一個有專業外語能力的報人（註：金庸曾自薦中國外交部被拒）卻潛心於古代題材的武俠小說創作近二十年，他對周、鄧的崇拜（註：周恩來、鄧小平），同士大夫傳統的忠君情懷沒有二致——忠君也是周恩來的政治特色，他對《明報》的治理並無多少西方企業精神可言。[...]

《明報》1960年代起對中共周恩來為代表的一派的支持，從未改變過，查氏（即金庸）把鄧當作周的傳人而禮拜是合乎他的邏輯的，這應是明報即查氏傾中政策的深層原因。

 — 金鐘

金庸2018年死後，金鐘對他的回憶文章廣為傳播，當中也詳述了1980年代筆戰的背景。

#### 後人分析金庸與鄧小平
《明報》前副總編輯、大律師吳靄儀博士在金庸逝世的2018年主講一場紀念金庸座談會，她亦同意金庸有「明君」思想，並特指《鹿鼎記》的韋小寶有忠君勤王的情節，康熙又反傳統地是書裡唯一的英雄。她亦指出：
儘管金庸在1975年補寫《碧血劍》後記「袁崇煥評傳」時表達了「袁崇煥和崇禎的悲劇，明末中國億万人民的悲劇，不會發生于一個具有真正民主制度的國家」的觀點，然而金庸在1980年代涉足政治後表露了他骨子裡政治守舊和務實主義——尤其他認為民主政制造成不穩定而反對中國收回香港後推行民主政制；金庸在政治上的言行，就仿似向那些追隨他小說中的理想和英雄的讀者坦承「我金庸其實是韋小寶」，[...]讀者甚至「原以為金庸是喬峰，沒想到你是岳不群」而失落。

 — 吳靄儀

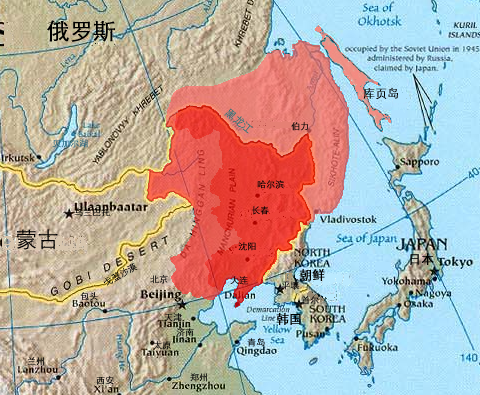
《明報》社長金庸批評中國不去收回蘇聯侵佔170萬平方公里的外東北（本圖）和外西北，卻要收回香港。有指這促成鄧小平1981年在人民大會堂接見金庸。1984年金庸成為香港基本法起草委員會委員兼政治體制小組負責人。

《文匯報》駐北京記者程翔在金庸逝世的2018年一場紀念金庸座談會，對金鐘提到的鄧小平與金庸的關係作了更多披露：

中英談判香港前途時，金庸在《明報》質疑中國不去收回蘇聯侵佔（170萬平方公里）的外東北和外西北（註：見沙俄和蘇聯割占中國領土列表），卻要收回香港（1,100平方公里的）彈丸之地。當年外交部朋友跟我說，「金庸怎麼老是給外交部出難題？外交部組織了清史學家與邊疆問題學者研究[...]，最終學者感覺難以反駁，只能找鄧小平『做金庸的工作』」。

 — 程翔

程翔亦指出金庸寫武俠小說，乃源於新華社香港分社社長廖承志出點子指令當時任職《大公報》（中共機關報）記者的金庸在該報連載武俠小說推高其銷量，達到了中共「文化統戰，團結群眾」政治目的。

## 引用文獻
1. 1 2  . 灼見名家.   [2020-06-08]. （原始内容存档于2017-05-26）.
2. ↑  華視. . 2016-01-15  [2016-06-30]. （原始内容存档于2020-03-28）.
3. ↑  谭, 旭燕. . 新湖南. 2016-03-01  [2018-05-29]. （原始内容存档于2020-06-08） （中文（中国大陆））. 原刊於瀟湘晨報.
4. ↑  《倉皇辭廟：副主計長冉鵬日記（1949-1950）》，台北：民國歷史文化學社，2020。
5. ↑  . 開放雜誌: 46頁. 2008年9月號  [2018-05-29]. ISSN 1027-1066. （原始内容存档于2014-07-24）.
6. ↑  唐, 嘉麗. . 世界日報. 2016-03-27  [2018-05-29]. （原始内容存档于2020-03-28）.
7. ↑  . Linkedin.   [2020-06-06]. （原始内容存档于2020-06-06）.
8. 1 2 3  金鐘. . 明報月刊. 2018-11-19  [2020-06-08]. （原始内容存档于2020-06-06）. 後來作者更改標題在個人Facebook發佈，並附上與金庸的合照：金鐘. . 個人Facebook. 2018-11-09  [2020-06-06]. （原始内容存档于2020-06-06）.
9. 1 2 3 4  . 立場新聞. 2016-01-13  [2020-06-08]. （原始内容存档于2020-06-06）.
10. ↑  胡志伟. . . 博訊專欄.   [2020-06-06]. （原始内容存档于2020-06-06）.
11. ↑  金鐘 (编). . 開放雜誌社. 2012年3月  [2020-06-07]. ISBN 9627934291. （原始内容存档于2020-02-06）.
12. ↑  . 田園書屋.   [2020-06-07]. （原始内容存档于2020-02-06）.
13. ↑  . 開放網. 2017-07-05  [2020-06-07]. （原始内容存档于2020-02-06）.
14. ↑  . 開放網. 2019-03-17  [2020-06-07]. （原始内容存档于2020-06-07）.
15. ↑  「我30年前研究周恩來時寫文章提出《另一個周恩來》，其中最重要的論點就是：一個國家從一個災難走向另一個災難，但是它的國務總理卻是一個聖人。我認為這是一個神話。文革毛和“四人幫”當然是明顯的主犯。但周恩來就那麼乾淨嗎？到今天有大量材料說明周恩來還是助紂為虐的，可以說也是個奸臣。那麼溫家寶的責任我們一樣可以用這個邏輯來說。有人說，溫家寶就可能是下一個。因為周永康被定為2號專案，1號專案就是溫家寶。但根據我們得到的資料和消息來源，這個1號專案是曾慶紅，而不是溫家寶。」——這是2014年金鐘在電台訪問裡對他1986年《另一個周恩來》的總結。見. 法國國際廣播電台中文頻道. 2014-02-15  [2020-09-20]. （原始内容存档于2020-06-14）.
16. ↑  . 人民日報海外版. 2017-12-08  [2020年6月15日]. （原始内容存档于2020年6月14日）.
17. 1 2 3  . 解放雜誌. 1988年12月號. . 後來全文轉載於. 開放網. 2018-11-06  [2020-06-07]. （原始内容存档于2020-06-07）.
18. ↑  陳聰. . 眾新聞. 2018-10-31  [2018-11-01]. （原始内容存档于2021-07-02） （中文（香港））.
19. ↑  張謙. . 香港: 中央社. 2018-11-01  [2018-11-01]. （原始内容存档于2018-11-01） （中文（臺灣））.
20. 1 2 3  影片38:34-41:18吳靄儀談及《鹿鼎記》的忠君勤王思想，影片44:19--47:57談及袁崇煥評傳和金庸的政治守舊，影片53:55-56:23談及韋小寶、喬峰、岳不群。影片見. YouTube. 2013-11-13  [2020-06-07]. （原始内容存档于2021-05-03）..　以上三段內容有傳媒報導，見麥馬高. . 香港獨立媒體. 2018-11-11  [2020-06-07]. （原始内容存档于2020-06-07）.
21. ↑  原文「袁崇煥和崇禎的悲劇，明末中國億万人民的悲劇，不會發生於一個具有真正民主制度的國家中。把決定千千万万人民生死禍福的大權交在一個人手里，是中國數千年歷史中一切災難的基本根源。過去我們不知道如何避免這种災難，只盼望上天生下一位圣主賢君，這愿望經常落空。那是歷史條件的限制，是中國人的不幸。孫中山先生不但說明了這個道理，更畢生為了鏟除這個災禍根源而努力」——金庸，《碧血劍》後記「袁崇煥評傳。
22. 1 2  影片2:08:17-2:10:40、2:24:49-2:25:30程翔談及鄧小平接見金庸。. YouTube. 2013-11-13  [2020-06-07]. （原始内容存档于2021-05-03）.. 此段發言有被媒體報導，但是沒有完整謄錄，見區家麟. . 立場新聞. 2018-11-13  [2020-06-08]. （原始内容存档于2020-06-07）.
23. ↑  影片2:14:55-2:16:28程翔談及金庸寫小說是源於新華社廖承志。. YouTube. 2013-11-13  [2020-06-07]. （原始内容存档于2021-05-03）.

## 外部連結
與金庸的合照
- 金鐘. . 個人Facebook. 2018-11-09  [2020-06-06]. （原始内容存档于2020-06-06）.

其他
- 金鐘 （页面存档备份，存于）[1]
- 開放網（页面存档备份，存于）- 開放雜誌印刷版停刊後的線上版

1. ↑  . 灼見名家.   [2021-09-08]. （原始内容存档于2017-05-26） （中文（香港））.